# Mansoura (Ghardaïa)
Pour les articles homonymes, voir Mansourah.
Mansoura également appelé Al Mansourah est une commune de la wilaya de Ghardaïa en Algérie, située à 70 km au sud de Ghardaïa.

## Géographie
La superficie de la commune est de 6 500 km2.